# Tandonia rustica
Pseudolimace chagrinée
Espèce
Statut de conservation UICN

 LC  : Préoccupation mineure
Synonymes
- Limax rustica Millet, 1843
- Milax sowerbii var. rustica

La Pseudolimace chagrinée (Tandonia rustica) est une espèce de limace à respiration aérienne. Ce mollusque gastéropode appartient à la famille Milacidae.

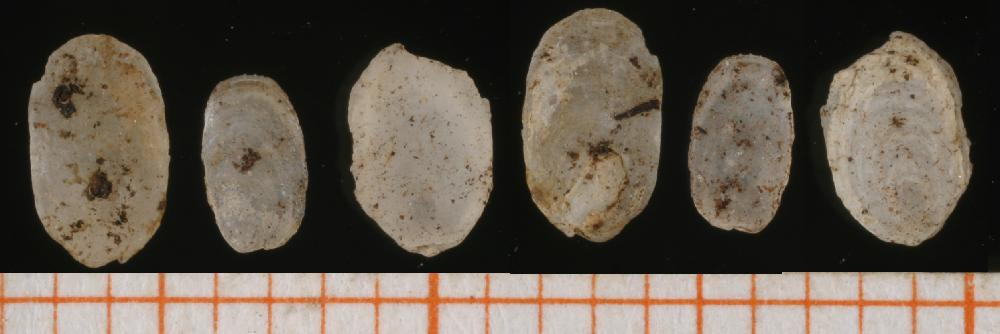
Coquilles d'œufs de Tandonia rustica

## Dénominations
- Nom scientifique valide : Tandonia rustica (Millet, 1843)[1],
- Nom normalisé : Pseudolimace chagrinée, depuis 2010[2],
- Autres noms vulgaires (vulgarisation scientifique) : Limace rustique[3].

## Description
Longue de 70 à 100 mm, et de couleur blanchâtre à blanc-crème ou parfois rougeâtre à gris jaunâtre ornée  de nombreux points noirs .
Le manteau compte pour 40 % de la longueur du corps (pour les spécimens morts et conservés) . Il est granuleux et marqué par un sillon profond (mais peu visible) en fer à cheval en forme de groove avec des rayures noires. Le pore respiratoire est entouré d'un anneau pâle. La robe est de couleur jaunâtre à blanc et la semelle de couleur crème.
Le pénis et l'épiphallus forment un seul organe long et cylindrique : le pénis avec une zone épaissie en avant, est situé à l'intérieur d'une papille richement ornée, et l'épiphallus évidemment plus long que le pénis. Le canal déférent s'ouvre de façon symétrique. La spermathèque a une forme allongée se terminant en pointe. Ses conduits sont légèrement plus court et marqués par un gonflement à mi-chemin.
Le vagin n'est pas beaucoup plus large que l'oviducte. Les glandes accessoires ont une forme de canaux compacts et elles entourent l'ouverture située à l'extrémité antérieure du vagin. L'atrium est court (Francisco Welter Schultes).

## Distribution
Cette limace est originaire d'Europe.
- Elle est classée en « LC » (Least Concern) dans la liste rouge de l'UICN[4]
- République tchèque
- Pays-bas[5]
- Pologne
- Slovaquie
- Grande-Bretagne
- Irlande
- et d'autres zones

Cette espèce n'est pas encore établie aux États-Unis, mais est considéré comme menaçante et invasive car susceptible de nuire à l'agriculture, aux écosystèmes, à la santé humaine ou au commerce. Par conséquent, il a été suggéré que cette espèce soit classée dans les espèces à ne pas introduire sur le territoire.

## Habitat
On retrouve l’espèce dans des forêts de feuillus et forêts mixtes sur pentes calcaires, avec des moellons de roche calcaire ou des habitats ouverts sur substrats calcaires.